# Covone presso Giverny
Covone presso Giverny è un dipinto a olio su tela (64x81 cm) realizzato nel 1889 dal pittore francese Claude Monet. È  conservato nel Museo Puškin di Mosca.
Monet dipinse molti quadri aventi per soggetto i Covoni.